# Dida
»Dida« (s pravim imenom Nelson de Jesus Silva), brazilski nogometaš, * 7. oktober 1973, Irará, Bahia, Brazilija.
Dida je bil igralec nogometa na mestu vratarja. Bil je standardni vratar v državni reprezentanci Brazilije med letoma 1996 in 2006 in je branil na 91 srečanjih. 
Sodeloval je tudi na nogometnemu delu poletnih olimpijskih iger leta 1996.
Med letoma 2000 in 2010 je branil za italijanski A.C. Milan.